# Матуранткиња
Матуранткиња (енгл. Senior Year) амерички је хумористички филм из 2022. године у режији Алекса Хардкасла (у свом редитељском дебију), по сценарију Ендруа Науера, Артура Пјелија и Брендона Скота Џоунса. Ребел Вилсон глуми 37-годишњу жену која се буди из 20-годишње коме и одлучује да се врати у средњу школу да би стекла диплому. Споредне улоге глуме: Сем Ричардсон, Зои Чао, Мери Холанд, Џастин Хартли, Крис Парнел, Ангури Рајс, Мајкл Чимино, Џереми Реј Тејлор, Брендон Скот Џоунс и Алиша Силверстоун. Netflix је објавио филм 13. маја 2022. године. Добио је помешане критике.

## Радња
Због навијачке тачке завршила је у 20-годишњој коми. Тридесетседмогодишња Стефани сада је будна и жели остварити средњошколски сан: постати краљица матуре.

## Улоге
- Ребел Вилсон као Стефани Конвеј
  - Ангури Рајс као млада Стефани Конвеј
- Сем Ричардсон као Сет Новачелик
  - Зејр Адамс као млади Сет Новачелик
- Зои Чао као Тифани Бланчет Балбо
  - Ана Ји Пујг као млада Тифани Бланчет
- Мери Холанд као Марта Рајзер
  - Моли Браун као млада Марта Рајзер
- Џастин Хартли као Блејн Балбо
  - Тајлер Барнхарт као млади Блејн Балбо
- Крис Парнел као Џим Конвеј
- Луси Тејлор као Лидија Конвеј
- Мајкл Чимино као Ланс Харисон
- Џереми Реј Тејлор као Нил Чад
- Брендон Скот Џоунс као господин Т.
- Алиша Силверстоун као Дијана Русо
- Џошуа Коли као Јаз
- Џејд Бендер као Бри Балбо
- Авантика Ванданапу као Џенет Синг